# 河尻秀隆
河尻秀隆（1527年—1582年7月7日、大永7年－天正10年6月18日）是日本戰國時代武將，織田氏家臣。河尻親重的兒子，河尻秀長的父親。幼名鎮吉，別名與兵衛，受領名是肥前守。長男為秀長。

## 經歷

### 早期
秀隆的父親是美濃豪族，他與醍醐源氏肥後河尻氏的關係不明。1547年在小豆坂之戰中跟隨織田信秀參軍。之後被信長任命為黑母衣眾。信秀死後為織田信長家臣。後來信長與其弟信行關係不和，信行被信長打敗投降，但是信長仍然不放心，派遣秀隆乘機暗殺信行，秀隆行動成功。之後參與桶狹間之戰。在信長進攻伊勢及美濃之際亦有參軍的記錄。
1572年（元龜3年）1月，岩村城城主遠山景任在無子繼承下病逝，信長派遣秀隆帶同五男坊丸（織田勝長）前往岩村城，讓坊丸成為遠山家養子。同年年末，武田信玄西征，秋山信友進攻岩村城，在景任正室岩村殿開城下投降，坊丸成為武田家的人質。

### 支援織田信忠
1574年（天正2年），織田信長長男信忠元服，秀隆輔助信忠，守在武田軍最前線的神箆城。1575年，河尻秀隆在長篠之戰為織田信長長男信忠的部屬，更代理信忠指揮軍隊。同年11月，織田信長進攻岩村城，織田軍取勝後秀隆順從信長的命令，對投降的士兵處刑，至於秋山信友及岩村殿送到美濃交由信長處死，秀隆獲得岩村城5萬石領地。1582年武田氏在天目山之戰大敗後滅亡，秀隆的戰功在3月被信長分封甲斐國信濃諏訪領22萬石。在秀隆統治甲斐期間，在都留郡留下使用黑印狀的文書，試圖管治甲斐國的領地。

### 本能寺之變
本能寺之變發生後，織田信長逝世，織田家內部大亂。森長可、毛利長秀等人放棄領地返回尾張，河尻秀隆仍留守甲斐。德川家康派遣使者本多信俊要求秀隆返回美濃，但是秀隆拒絕並殺死使者。當地的武田氏舊臣亦發起國人一揆，秀隆才意識到離開，最後在岩窪被三井彌一郎斬死。在秀隆死後，德川和北條爭奪甲斐，最後由德川取得甲斐控制權。
山梨縣甲府市岩窪町河尻塚有秀隆的首塚。其子秀長其後投靠秀吉，並成為大名，在關原之戰加盟西軍，在防守苗木城陣亡，大名河尻氏自此斷絕，後裔成為江戶幕府的旗本。